# Kiểm thử ad hoc
Kiểm thử Ad hoc (tiếng Anh: Ad hoc testing) là một thuật ngữ được sử dụng phổ biến khi thực hiện kiểm thử phần mềm mà không có kế hoạch hay tài liệu, nhưng có thể được áp dụng cho các nghiên cứu thử nghiệm khoa học trong giai đoạn đầu.
Các bài kiểm tra chỉ được chạy một lần, trừ khi một lỗi được phát hiện. Kiểm thử ad hoc là phương pháp kiểm thử ít chính thức nhất. Như vậy, nó đã bị chỉ trích bởi vì nó không có cấu trúc và do đó các sai sót được tìm thấy bằng cách sử dụng phương pháp này có thể khó tái hiện thực (vì không có tài liệu trường hợp kiểm thử). Tuy nhiên, ưu điểm của kiểm thử ad hoc là những sai sót quan trọng có thể được tìm thấy một cách nhanh chóng.
Nó được thực hiện bởi sự ngẫu hứng: kiểm thử viên tìm kiếm lỗi bằng bất cứ cách nào thích hợp. Kiểm thử ad hoc có thể được xem là một phiên bản nhẹ của đoán lỗi, vốn cũng là một phiên bản nhẹ của kiểm thử thăm dò.Ad hoc là một từ mượn trong tiếng Latin và có thể sử dụng như một tính từ với nghĩa “arranged when necessary” (được hình hành khi cần thiết) hoặc như một trạng từ với nghĩa “for the particular aim” (dành cho mục đích cụ thể).